# Мореній-Векі
Мореній-Векі (рум. Morenii Vechi) — село в Унгенському районі Молдови. Входить до складу комуни, адміністративним центром якої є село Валя-Маре.

## Населення
За даними перепису населення 2004 року у селі проживали 640 осіб.
Національний склад населення села:
| Національність   | Кількість осіб | Відсоток   |
| ---------------- | -------------- | ---------- |
| молдавани румуни | 615 1          | 96,1% 0,2% |
| українці         | 19             | 3,0%       |
| росіяни          | 5              | 0,8%       |
| Всього           | 640            | 100%       |